# CNN Türk
CNN Türk ist die türkische Version des Nachrichtensenders CNN mit Sitz in Istanbul. Das türkeiweite Fernsehprogramm besteht seit dem 11. Oktober 1999. CNN Türk gehört WarnerMedia und seit 2018 der regierungsnahen Demirören Holding. Zum Programm gehören Nachrichtensendungen, politische Talkshows und Dokumentarfilme. Der Sender wird oft von internationalen Medien als Nachrichtenquelle zitiert.

## Bekannte Moderatoren
Zu den bekanntesten Gesichtern des Senders gehören die Moderatoren Ahmet Hakan sowie die Nachrichtenspechrerinnen Hande Fırat, Başak Şengül und Semiha Şahin. Die Überschneidungen zu den Tageszeitungen Hürriyet und Posta sowie zur Nachrichtenagentur Doğan sind recht groß; viele Autoren und Korrespondenten dieser Medien sind auch oft bei CNN Türk zu sehen. Auch mit dem Sender Kanal D, ebenfalls aus dem Haus Doğan, arbeitet CNN Türk eng zusammen.

## Rolle beim Putschversuch
Beim Putschversuch vom 15./16. Juli 2016 spielte der Sender eine entscheidende Rolle. Staatspräsident Recep Tayyip Erdoğan ließ sich per Facetime mit der Moderatorin Hande Fırat verbinden und rief das Volk dazu auf, sich auf der Straße den Putschisten entgegenzustellen. Nach allgemeiner Einschätzung trug dies maßgeblich zur Niederschlagung des Umsturzversuches bei. Im Laufe der Nacht wurde der Sender von putschistischen Soldaten besetzt, die zwar das Gebäude räumten, aber nicht den Sendebetrieb einstellen konnten. Die Mitarbeiter sendeten mit ihren Handykameras auf Facebook weiter, während vom Sender eine Stunde lang Bilder eines leeren Studios ausgestrahlt wurden.

## Politischer Druck
Im Oktober 2015 wurde der Moderator Ahmet Hakan aus politischen Gründen zusammengeschlagen. Vier Männer hatten ihn nach seiner Sendung verfolgt. Im November 2015 wurde der Rechtsanwalt und Bürgerrechtler Tahir Elçi von Unbekannten in Diyarbakır erschossen. Er hatte in Hakans Talkshow gesagt, die PKK sei keine Terrororganisation und damit den Zorn von Nationalisten und der Regierung auf sich gezogen.
Die Moderation Nevsin Mengü bekannte sich offen zu ihrer kritischen Haltung gegenüber der Regierung Erdogan und wurde von CNN Türk entlassen. Anschließend wurde sie Hauptmoderatorin des Senders Olay TV. Diesem wurde 2020 von RTÜK die Lizenz entzogen.

## Kritik
Als die Proteste rund um den Gezi-Park in Istanbul 2013 begannen und die Polizei massiv gegen die Demonstranten vorging, sendete CNN International Livebilder vom Taksim-Platz, während CNN Türk zunächst nicht über die Proteste berichtete, sondern dem geplanten Programm folgend eine Dokumentation über Pinguine sendete. Bei Kritikern der AKP-Regierung etablierte sich danach der Ausdruck „Pinguin-Medien“ als Bezeichnung für die von der Regierung kontrollierte Medien.
Nachdem der Journalist Erdoğan Aktaş, vormals Chefredakteur des regierungsnahen Nachrichtensenders A-Haber die Chefredaktion von CNN Türk übernommen hatte, wurden sechs Redakteure entlassen und die Sendung des als AKP-kritisch bekannten Moderatoren Mirgün Cabas abgesetzt. Kritiker attestierten dem Sender wie der gesamten Mediengruppe, diese hätten sich mit der Regierung „arrangiert“.
Im November 2016 wandte sich die prokurdische Demokratiepartei der Völker in einem offenen Brief an die Verantwortlichen von CNN in den USA und beschwerte sich, dass ihre Partei bei CNN Türk „systematisch ignoriert“ werde.
Am 6. Februar 2020 rief die größte Oppositionspartei CHP offiziell zu einem Boykott von CNN Türk auf. Als Grund hierfür wurde die „regierungstreue politische Einstellung“ des Senders genannt, welche seit dem Wahlkampf zu den Kommunalwahlen 2019 immer stärker geworden sei. Zudem wurde bekanntgegeben, dass in Zukunft kein CHP-Politiker mehr in jeglichen Sendungen auftreten werde.